# Friedrich Wencke
Friedrich Wencke (* 12. März 1842 in Bremen; † 10. Dezember 1905 in Hamburg) war ein deutscher Schiffbauunternehmer und Reeder. Er war der letzte Inhaber der Firma B. Wencke Söhne.

## Leben

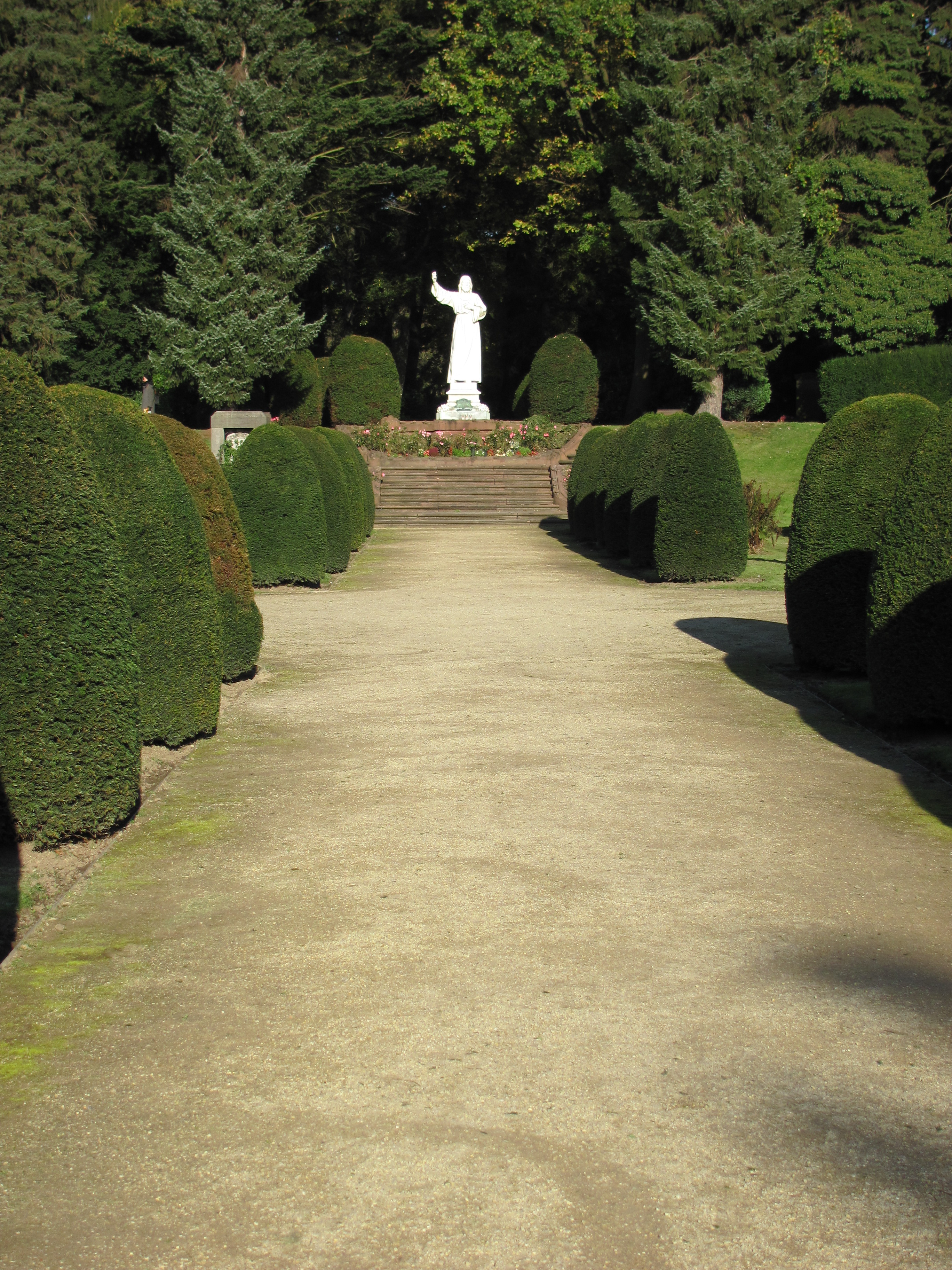
Christusfigur auf dem Friedhof Ohlsdorf

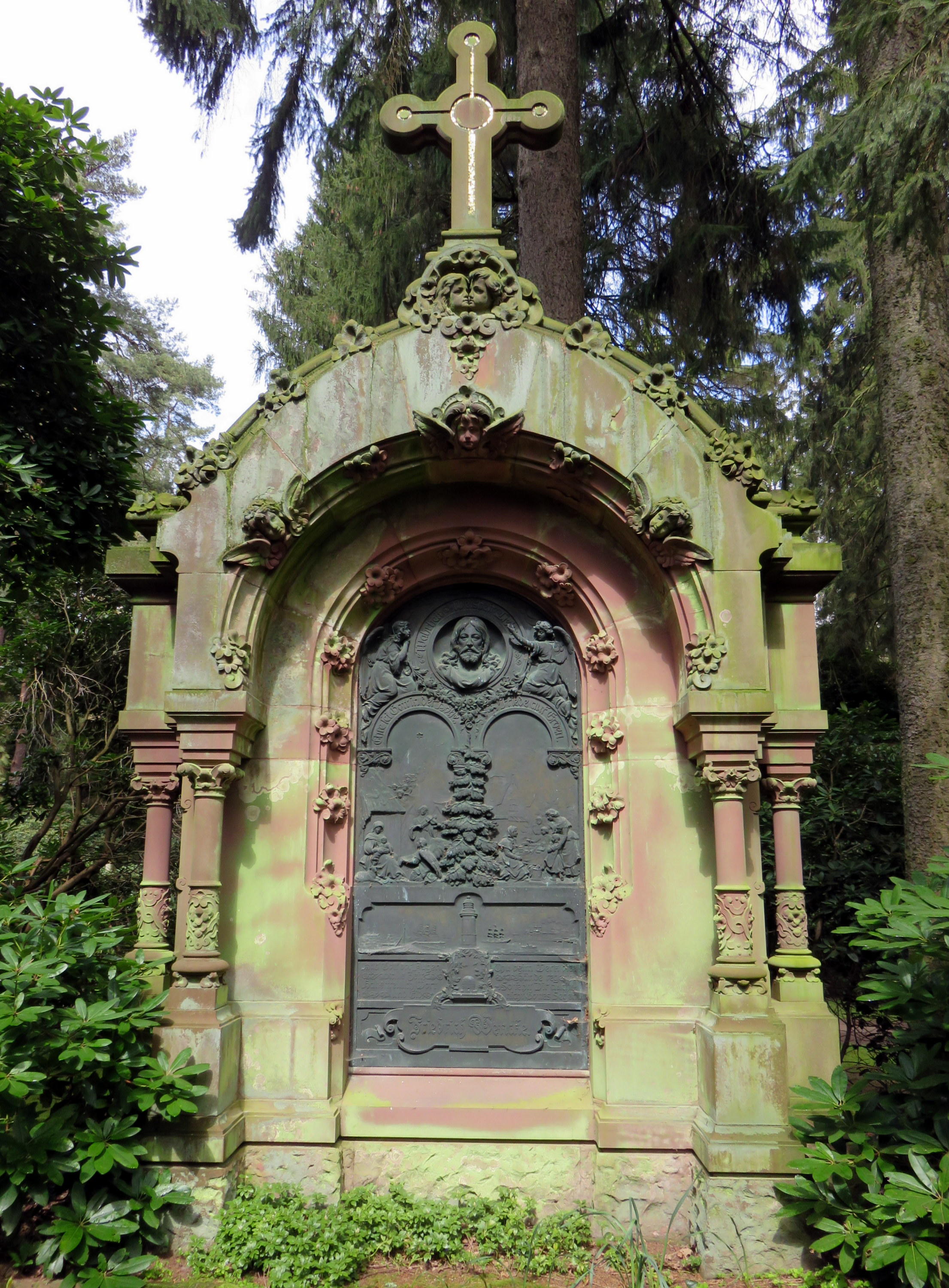
Wencke-Grabmal auf dem Friedhof Ohlsdorf

Friedrich Wencke war ein Sohn des Schiffbauers Bernhard Wencke (1814–1881), der 1851 auf Hamburger Staatsgebiet der Elbinsel Steinwärder ein Trockendock errichtet hatte. Er erhielt im Ausland eine Ausbildung im Schiffbau und arbeitete danach gemeinsam mit seinem Bruder Heinrich Wencke (1844–1919) in der Unternehmensleitung der väterlichen Werft. Beide Brüder übernahmen 1866 den Werftbetrieb mit dem Trockendock von ihrem Vater und begannen 1868 zusätzlich mit eigenen Reedereitätigkeiten. Friedrich Wencke wurde 1900 alleiniger Inhaber des Werft- und Reedereibetriebs, nachdem sich sein Bruder als Mitinhaber von den Geschäften zurückgezogen hatte. Das Unternehmen firmierte inzwischen als B. Wencke Söhne. Gegen Ende des Jahres 1901 entschied sich Wenke gegen eine Verlängerung des Pachtvertrags für den Werftplatz, denn der Hamburger Staat hatte den Bau eines modernen Schwimmdocks zur Bedingung gemacht. Das Werftgelände wurde von der Reiherstiegwerft übernommen und das Trockendock zugeschüttet. Wencke führte das Unternehmen bis zu seinem Tod als Reederei weiter. In seinem Testament verfügte er die Auflösung der Firma B. Wencke Söhne.
Wencke war von 1871 bis 1872 und 1876 bis 1879 Mitglied der Hamburgischen Bürgerschaft. Zudem wirkte er in der Deputation für Handel und Schifffahrt. Er war Gründungsmitglied und Angehöriger des Aufsichtsrats der Deutsch-Australischen Dampfschiffs-Gesellschaft.
Für den Friedhof Ohlsdorf stiftete Wencke eine etwa vier Meter hohe Christusfigur, die der Hamburger Bildhauer Xaver Arnold aus weißem Marmor schuf und am 22. Juli 1905 enthüllt wurde. Friedrich Wencke wurde auf dem Friedhof Ohlsdorf bestattet. Sein Grab wird von einem Grabmal geschmückt, das ebenfalls von Xaver Arnold geschaffen wurde.